# Heydər Əliyevs internationella flygplats
Heydər Əliyevs internationella flygplats (IATA: GYD, ICAO: UBBB) (azerbajdzjanska: Heydər Əliyev adına Beynəlxalq Hava Limanı) är en av de sex internationella flygplatserna i Azerbajdzjan. Flygplatsen ligger 20 km nordöst om Baku. Det är den mest trafikerade flygplatsen i Azerbajdzjan och Kaukasus.
Den kallades först Binas internationella flygplats, efter förorten som den ligger i. År 2004 döptes flygplatsen om som en hyllning till Azerbajdzjans tredje president, Heydər Əliyev.